# London Luton Airport

i7
i11
i13
Der London Luton Airport (früher Luton International Airport, IATA-Code: LTN, ICAO-Code: EGGW) ist ein internationaler Verkehrsflughafen in Luton, etwa 50 km nordwestlich von London. Der Flughafen bedient auch die Agglomeration der Stadt Luton und befindet sich im Stadtteil Wigmore. Er ist nach Heathrow, Gatwick und Stansted der viertgrößte Flughafen im Großraum der britischen Hauptstadt und wird fast ausschließlich durch Billig- und Charterfluggesellschaften genutzt. Auf dem Gelände befinden sich auch die Hauptverwaltungen von easyJet und Wizz Air UK.

## Lage und Verkehrsanbindung
Der Luton DART (Direct Air-Rail Transit), ein Cable Liner Shuttle von Doppelmayr/Garaventa, pendelt zwischen dem Flughafen und dem 2 Kilometer entfernten Bahnhof Luton Airport Parkway, der an der Thameslink-Strecke nach London liegt und unter anderem die Bahnhöfe St Pancras, City Thameslink, London Bridge und Gatwick Airport verbindet. Die Gesamtfahrzeit St. Pancras – Luton beträgt 32 Minuten.

## Geschichte

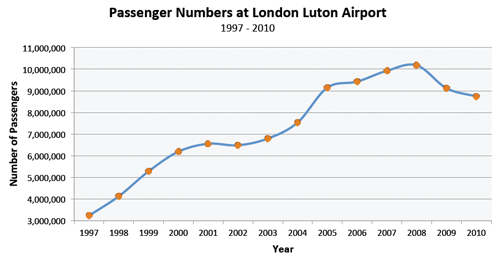
Entwicklung der Passagierzahlen des Flughafens

Der Flughafen wurde am 16. Juli 1938 vom damaligen Luftverkehrsminister Kingsley Wood eröffnet. Während des Zweiten Weltkriegs wurde er als Basis für Kampfflugzeuge der Royal Air Force genutzt.
Nach dem Krieg wurde der Flughafen der Stadtverwaltung von Luton zurückgegeben. Diese führte den Betrieb fort; Fluggesellschaften wie Euravia (jetzt TUI Airways) hatten dort ihren Stützpunkt. Im Jahr 1972 war der Flughafen der profitabelste von ganz England. Er erlitt jedoch im August 1974 einen schweren Rückschlag, als das Reiseunternehmen Clarksons, das auch die Fluggesellschaft Court Line betrieb, in Konkurs ging.
In den folgenden 15 Jahren wurde der Flughafen erneuert und erhielt 1985 ein neues internationales Terminal. Zu dieser Zeit führte Ryanair Flüge von Luton nach Irland durch. 1990 wurde der Flughafen in London Luton Airport umbenannt. Im Jahr 1991 zog Ryanair nach Stansted um, kehrte jedoch wenige Jahre später mit einigen Flugverbindungen zurück. Der Flughafen verlor dadurch zunächst erheblich an Bedeutung im britischen Transportnetz. Dies änderte sich schlagartig Ende der 1990er Jahre, als Charterfluggesellschaften wie Airtours International und die damals neue und heute nicht mehr existente Billigfluggesellschaft Debonair sowie easyJet von London-Luton starteten. Außerdem wurde der neue Bahnhof Luton Airport Parkway nahe dem Flughafen errichtet.
Im August 2013 wurde London-Luton in einer Umfrage zum Flughafen mit der landesweit niedrigsten Kundenzufriedenheit gewählt.
Noch im Laufe desselben Jahres sollte der Flughafen den Besitzer wechseln und zukünftig von einem Konsortium unter Leitung des spanischen Flughafenbetreibers Aena geführt werden.
Seit 2016 finden umfangreiche Renovierungs- und Erweiterungsarbeiten ("Pier B") statt.

## Fluggesellschaften und Ziele
Der Flughafen Luton wird von mehreren Fluggesellschaften, zumeist Low-Cost-Carriern, mit zahlreichen Zielen in Europa verbunden, wobei der Fokus auf touristischen Strecken liegt.

## Verkehrszahlen
| Jahr | Fluggastaufkommen | Luftfracht (Tonnen) | Flugbewegungen |
| ---- | ----------------- | ------------------- | -------------- |
| 2017 | 15.799.219        | 21.199              | 135.538        |
| 2016 | 14.551.837        | 25.464              | 131.536        |
| 2015 | 12.279.176        | 28.041              | 116.412        |
| 2014 | 10.500.132        | 27.500              | 103.928        |
| 2013 | 9.709.149         | 29.092              | 97.596         |
| 2012 | 9.630.969         | 29.663              | 98.732         |
| 2011 | 9.526.659         | 27.942              | 99.287         |
| 2010 | 8.751.598         | 28.785              | 95.604         |

## Zwischenfälle
- Am 14. September 1967 überrollte eine Airspeed Ambassador (Luftfahrzeugkennzeichen G-ALZS) der Autair nach der Landung auf dem Flughafen Luton das Ende der Landebahn. Das Flugzeug wurde als Totalverlust abgeschrieben. Alle 69 Insassen der Maschine blieben unverletzt.[10]

- Am 3. März 1974 verunglückte eine Douglas DC-7CF der irischen Aer Turas (EI-AWG) bei der Landung auf dem Flughafen Luton. Nach dem Aufsetzen gelang es nicht, die Schubumkehr der Propeller zu aktivieren. Das Einschalten der (ungeregelten) Notbremse führte zum Blockieren der Räder und zum Platzen der Reifen. Das Frachtflugzeug überrollte das Landebahnende, dann einen Abhang hinunter und wurde irreparabel beschädigt. Alle 10 Insassen, 4 Besatzungsmitglieder und 6 Passagiere, überlebten.[11]

- Am 18. September 1999 wurde eine Short 330-200 der britischen Streamline Aviation (G-SSWU), die auf dem Flughafen Luton geparkt war, von einer landenden Grumman American AA-5B gerammt und irreparabel beschädigt. Der Pilot der AA-5 hatte eine chaotische Kombination aus mehrfachem Landen und erneutem Abheben verursacht. Alle drei Insassen der AA-5 wurden bei dem Unfall getötet.[12]

## Öffentliche Wahrnehmung
Der Flughafen London-Luton belegt in diversen Rankings regelmäßig den letzten Platz und wird von den Fluggästen als einer der schlechtesten Flughäfen Europas wahrgenommen.